# Jörg Ratjen
Jörg Ratjen (* 1963 in Bremen) ist ein deutscher Schauspieler.

## Leben

### Ausbildung und Theater
Ratjen absolvierte von 1985 bis 1988 sein Schauspielstudium an der Hochschule für Musik und Darstellende Kunst in Frankfurt am Main. Es folgen Festengagements am Staatstheater Karlsruhe (1989–1993), am Theater Dortmund (1994–1998; u. a. in Tod eines Handlungsreisenden) und von 1998 bis 2000 am Thalia Theater in Hamburg. Dort spielte er u. a. in Der zerbrochne Krug (als Ruprecht; Regie: Wolf-Dietrich Sprenger, 1998) und in Aller Seelen von Werner Fritsch (Regie: Johann Kresnik, 2000).
Von 2000 bis 2005 war er festes Ensemblemitglied am Deutschen Schauspielhaus. Er trat dort u. a. in Der Menschenfeind (als Philinte; Regie: Jan Bosse, 2002), Wie es euch gefällt (als William; Regie: Jürgen Gosch, 2003), Drei Schwestern (als Lehrer Kulygin; Regie: Jan Bosse, 2003), Warten auf Godot (als Pozzo; Regie: Jan Bosse, 2004), Der zerbrochne Krug (als Schreiber Licht; Regie: Jürgen Gosch, 2004) und Sein oder Nichtsein nach Ernst Lubitsch (als Adjutant Schulz; Regie: Sebastian Schlösser, 2004). In der Spielzeit 2004/05 übernahm er am Deutschen Schauspielhaus den Valentin in der Faust I-Inszenierung von Jan Bosse.
Weitere Engagements hatte er am Schauspiel Frankfurt, am Theater Freiburg, bei den Salzburger Festspielen (2006; in Peter Handkes Die Unvernünftigen sterben aus) und am Burgtheater Wien. In der Spielzeit 2006/07 spielte er am Wiener Burgtheater den Don John (Don Juan) in Jan Bosses Shakespeare-Inszenierung Viel Lärm um nichts. In der Spielzeit 2008/09 übernahm er dort den Verkaufslehrer Felix in dem Theaterstück Trilogie des Wiedersehens von Botho Strauß in einer Inszenierung von Stefan Bachmann. In der Spielzeit 2009/10 trat er am Burgtheater als Pietro in Lorenzaccio von Alfred de Musset auf. Seit 2008 ist er als Dozent am Max Reinhardt Seminar in Wien tätig.
Im Oktober 2011 spielte Ratjen im Cuvilliéstheater in München die Rolle von Franz Josef Strauß in der Uraufführung der Polit-Farce Halili von Albert Ostermaier. In der Spielzeit 2011/12 übernahm er am Residenztheater München die Rolle des Pangloss in Candide.
Seit der Spielzeit 2013/14 ist Ratjen festes Ensemblemitglied am Schauspiel Köln. Dort war er in den beiden Spielzeiten 2013/14 und 2014/15 in Der Streik (nach dem 1957 erschienenen Roman Atlas Shrugged von Ayn Rand; als Stahlmagnat Hank Rearden), in Der Kaufmann von Venedig (als Lancelot Gobbo), Das Käthchen von Heilbronn (als Kaiser) und in Parzival (als Belance/Orilus/Anfortas/Trevrizent) zu sehen.
Im Juni 2015 spielte er am Staatsschauspiel Dresden in der deutschsprachigen Erstaufführung des Theaterstücks Lehmann Brothers von Stefano Massini u. a. die Rollen Philip Lehman/Rundkopf Deggoo. In Lehmann Brothers spielte er ab März 2016 auch am Schauspiel Köln.
Weitere Rollen Ratjans am Schauspiel Köln waren Großmutter/Rittmeister/Beichtvater in Geschichten aus dem Wienerwald (Spielzeit 2015/16; Premiere: Oktober 2015), der Buchdrucker Aslaksen in Ein Volksfeind (Spielzeit 2015/16; Premiere: Mai 2016), Geist von Hamlets Vater/2. Totengräber in Hamlet (Spielzeit 2016/17; Premiere: September 2016) und Hans Schnier in Ansichten eines Clowns (Spielzeit 2016/17, Uraufführung: Februar 2017).
In der Spielzeit 2017/18 übernahm er die Titelrolle in Peer Gynt. In der Spielzeit 2018/19 spielte er eine der Hauptrollen in Arnolt Bronnens Separatistenstück Rheinische Rebellen.
Zur Spielzeit 2024/25 wechselte Ratjen als festes Ensemblemitglied zum Wiener Burgtheater.

### Film, Fernsehen, Rundfunk
Ratjen arbeitete neben seinen Theaterengagements auch für den Film sowie für Rundfunk und Fernsehen. Sein Theaterarbeit war jedoch immer der Schwerpunkt seiner künstlerischen Tätigkeit als Schauspieler. In dem Spielfilm liebeskind (2005) von Jeanette Wagner, der im März 2009 in der ZDF-Reihe Das kleine Fernsehspiel lief, hatte er eine Nebenrolle. Im Tatort: Mann über Bord (2006) verkörperte er den Versicherungsmakler Knörle. Er spielte auch in den Fernsehfilmen Der beste Lehrer der Welt (2006; als Hausmeister), Das Feuerschiff (2009), Leg ihn um! (2012; als Arzt Dr. Malte Goosmann).
Ratjen hatte außerdem Episodenrollen in verschiedenen Fernsehserien, u.s. in K3 – Kripo Hamburg (2004), Adelheid und ihre Mörder (2005; als Dr. Krüger), Mord mit Aussicht (2008; als Privatsekretär Dr. Wenzel), Küstenwache (2009), SOKO Wismar (2012) und zweimal in SOKO Köln (2006; als Butler Peter Holzmann und 2014; als Auftragskiller und ehem. Fremdenlegionär Patrique Tonneau). Im Dortmunder Tatort: Das Team  (Erstausstrahlung: Januar 2020) spielte Ratjen den Polizeipräsidenten Ullrich Dettmers.
Für den Rundfunk nahm Ratjen mehrere Hörspiele auf. In einer Produktion des Österreichischen Rundfunks/Norddeutschen Rundfunks wirkte er 2008 neben Gerti Drassl, Markus Meyer und Maximilian Brockstedt in dem Hörspiel Alles Helden von Alexander Jungwirth mit. Außerdem war er Sprecher in dem Graphic-Novel-Dokumentarfilm Tigersprung (2018) über die Freundschaft des Bahnradfahrers Albert Richter und seines jüdischen Managers Ernst Berliner.
Ratjen lebte mehrere Jahre in München; mittlerweile wohnt er in Wien  und Köln.

## Filmografie (Auswahl)
- 2002: Noch fünf Stunden (Kurzfilm)
- 2004: Das falsche Opfer (Fernsehfilm)
- 2004: K3 – Kripo Hamburg (Fernsehserie; Folge: Porzellan)
- 2005: liebeskind (Spielfilm)
- 2005: Undercover Porno (Kurzfilm)
- 2005: Adelheid und ihre Mörder (Fernsehserie; Folge: Zerreißprobe)
- 2005: Nachtschicht – Tod im Supermarkt (Fernsehreihe)
- 2006: Nachtschicht – Der Ausbruch
- 2006: SOKO Köln (Fernsehserie; Folge: Eine Leiche zum Frühstück)
- 2006: Tatort: Mann über Bord (Fernsehfilm)
- 2006: Der beste Lehrer der Welt (Fernsehfilm)
- 2007: Das Geheimnis meiner Schwester (Fernsehfilm)
- 2007: Der Dicke (Fernsehserie; Folge: Große Pläne)
- 2008: Mord mit Aussicht (Fernsehserie; Folge: Fingerübungen)
- 2008: Kommissar Stolberg (Fernsehserie; Folge: Irrlichter)
- 2008: Das Feuerschiff (Fernsehfilm)
- 2009: Küstenwache (Fernsehserie; Folge: Das Geheimnis der Molly Rose)
- 2012: Leg ihn um! – Ein Familienfilm (Fernsehfilm)
- 2012: SOKO Wismar (Fernsehserie; Folge: Kalte Pizza)
- 2014: Großstadtrevier (Fernsehserie; Folge: Gras drüber)
- 2014: SOKO Köln (Fernsehserie; Folge: Flucht in den Tod)
- 2015: Rentnercops: Jeder Tag zählt (Fernsehserie; Folge: Wunder gescheh'n)
- 2018: Tigersprung (Dokumentarfilm, Stimme)
- 2020: Tatort: Das Team (Fernsehreihe)
- 2020: Marie Brand und die falschen Freunde